# Láoac
Láoac  es un municipio filipino de cuarta categoría, situado en la isla de Luzón. Forma parte de la provincia de Pangasinán situada en la Región Administrativa de Ilocos, también denominada Región I,

## Demografía
Según el  censo de 2007, tenía una población de 28.266 personas que habitaban 5.449 hogares.
| Year                                            | Pop.   | ±% p.a. |
| ----------------------------------------------- | ------ | ------- |
| 1980                                            | 19,252 | —       |
| 1990                                            | 22,864 | +1.73%  |
| 1995                                            | 24,662 | +1.43%  |
| 2000                                            | 26,723 | +1.74%  |
| 2007                                            | 28,266 | +0.78%  |
| 2010                                            | 29,456 | +1.51%  |
| 2015                                            | 31,497 | +1.28%  |
| 2020                                            | 34,128 | +1.59%  |
| Fuente: Autoridades de estadística de Filipinas |        |         |

### Barangayes
Láoac se divide, a los efectos administrativos, en 22 barangayes o barrios, conforme a la siguiente relación:
| - Anís - Balligi - Banuar - Botigue - Caaringayán | - Domingo Alarcio, antes Cabilaoán del Este. - Cabilaoán - Cabulalaán - Calaoagán - Calmay | - Casampagaán - Casanestebanán - Casantiagoán - Inmanduyán - Población - Lebueg | - Maraboc - Nanbagatán - Panaga - Talogtog - Turko - Yatyat |  |

## Historia
Se trata del municipio más joven de la provincia, creado el año 1980 con terrenos segregados del municipio de Manaoag.